# Planificateur financier
Un planificateur financier est un conseiller/professionnel qualifié et accrédité (selon les juridictions professionnelles) qui exerce en planification patrimoniale. Il dispense un service conseil en appliquant des processus d'anticipation relativement aux affaires du patrimoine.
Règle générale, les offres de services des conseillers/professionnels exerçant en planification patrimoniale peuvent :
- s'intégrer à l'offre des services professionnels (exemple : avocat, notaire, comptable professionnel agréé) ; ou
- s'intégrer à l'offre d'une gamme des produits et services financiers ; ou
- ne pas s'intégrer à d'autres offres de produits ou services, notamment dans le cas des professionnels spécialisés en planification patrimoniale.

Règle générale, le planificateur financier peut exercer en multidisciplinarité.

## Encadrement de la profession
L'encadrement du titre "planificateur financier" varie d'une juridiction à l'autre. Le cadre légal de la profession peut comporter :
- un titre réservé (exemple : PFA-planificateur financier agréé, CFP, planificateur financier) : la protection du titre permet de s'assurer que les services sont dispensés par des personnes accréditées et répondant à des normes déontologiques. Néanmoins, beaucoup de pays n'ont pas de cadre légal réservant l'usage du titre à des personnes qualifiées ;
- des activités réservées : règle générale, l'activité de planification patrimoniale est partagée entre plusieurs professions ;
- une formation de base et continue obligatoire : les exigences de formation des planificateur financier assurent une actualisation des compétences ;
- une assurance responsabilité professionnelle ;
- un fonds d'indemnisation ;
- une offre de service encadrée ;
- une instrumentation encadrée ;
- une obligation de mandat écrit avant de livrer une prestation de services professionnels.

## Organismes d'encadrement
Dans de nombreux pays, il n'y a aucune exigence concernant l'utilisation du titre de «planificateur financier»,.

### Australie
En Australie, une entreprise fournissant des services financiers doit obtenir une licence de la Australian Securities and Investments Commission (ASIC). Cependant, il n'y a aucune exigence pour les personnes qui fournissent les conseils financiers, et le site Web de l'ASIC déclare que "détenir une licence AFS ne fournit pas une garantie de la probité ou de la qualité des services du titulaire de la licence",.

### Belgique
En Belgique, le conseil en la matière est réglementé par la loi du 25 avril 2014 relative au statut et au contrôle des planificateurs financiers indépendants et à la fourniture de consultations en planification par des entreprises réglementées. Notaires, avocats, experts-comptables et réviseurs ne sont toutefois pas visés. La loi utilise le terme de "planification financière", ce qui crée un amalgame entre deux disciplines.

### Canada
Les principaux titres canadiens reliés directement à la planification financière de type patrimoniale sont :
| Titre                                              | Organisme d'encadrement |
| -------------------------------------------------- | --- |
| Certified Financial Planner (CFP)                  | Financial Planners Standards Council (FPSC) et des organismes affiliés (exemple : Advocis) |
| Registered Financial Planner, (R.F.P.)             | Institute of Advanced Financial Planners |
| Chartered Life Underwriter (CLU)                   | |
| Chartered Financial Consultant (CH.F.C.)           | |
| Certified Health Insurance Specialiste (CHS)       | Institute for Advanced Financial Education |
| Certified General Accountant (CGA)                 | Certified General Accountants Association |
| Certified Management Accountant (CMA)              | CMA Canada |
| Chartered Accountant (CA)                          | |
| Fellow of the Canadian Securities Institute (FCSI) | Canadian Securities Institute (pour les RFP ayant une expertise avancée) |
| Planificateur financier (Pl.Fin.)                  | Autorité des marchés financiers (AMF), Chambre de la sécurité financière (CSF), Ordre des administrateurs agréés du Québec (Adm.A.), Ordre professionnel des comptables professionnels agréés du Québec (CPA) |

Au Canada, les «planificateurs financiers» ne sont pas réglementés dans toutes les provinces sauf au Québec où seules les personnes détenant le titre de «planificateur financier» (Pl.Fin/F.Pl.) sont autorisées à utiliser le titre de «planificateur financier» et à offrir explicitement des services de planification financière.
À l'extérieur du Québec, il n'y a actuellement aucune restriction, aucun prérequis pédagogique et aucune exigence de permis pour les personnes qui se disent planificateurs financiers ou pour les entreprises utilisant la «planification financière» à leur nom ou les services offerts. Depuis juillet 2020, l'Ontario et la Saskatchewan ont introduit une législation pour réglementer les titres de planification financière, mais la législation n'a pas encore été promulguée,.
Au Canada (hors Québec), de nombreux conseillers financiers se désignent eux-mêmes des planificateurs financiers, mais ne détiennent que des licences pour distribuer des produits financiers personnels (principalement des produits placements et des produits d'assurances), ou utilisent des qualifications non expirées sans processus de surveillance ou de responsabilité publique (comme le "planificateur financier personnel"/Désignation PFP). Il n'existe que deux désignations de planification financière surveillées publiquement et entièrement réglementées à l'extérieur du Québec: le CFP (Certified Financial Planner) et la désignation Registered Financial Planner.
Le R.F.P. est la plus ancienne (établie en 1987) et la plus stricte des deux désignations contrôlées publiquement. Tous les RPF doivent d'abord démontrer leurs compétences, puis se conformer à un code d'éthique et adhérer à des normes de pratique rigoureuses telles que définies par l'organisme subventionnaire, l'Institute of Advanced Financial Planners (IAFP). Chaque R.F.P. doit attester chaque année que la planification financière est leur vocation première.
Au Canada (hors Québec), les normes de pratique en planification patrimoniale sont adoptées par le FP Canada (ex-Financial Planning Standard Council - FPSC), organisme administrant la désignant CFP (Certified Financial Planner). Les organismes affiliés à FP Canada et les entreprises de services financiers et professionnels adhèrent à ces normes déontologiques sur une base volontaire; néanmoins le code de déontologie du FPSC s'applique aux membres porteurs du titre CFP (Certified Financial Planner).

#### Au Québec
Le titre de planificateur financier (Pl.Fin.) est un titre professionnel utilisé au Québec (Canada). Ce titre québécois s'applique à une personne diplômée de programme de l'Institut québécois de planification financière puis encadrée par un organisme règlementaire autorisé par la loi provinciale : la Chambre de la sécurité financière, l'Ordre des administrateurs agréés du Québec ou l'Ordre professionnel des comptables professionnels agréés du Québec. Au terme de sa formation de base, le Planificateur financier (Pl.Fin.) est qualifié pour exercer l'activité de la planification financière de type patrimoniale.
Par ailleurs, les Ordres professionnels participant à l'encadrement du titre de Planificateur financier ont développé des modèles de pratiques plus étendus comportant l'ensemble des composantes de l'administration patrimoniale. Le modèle de pratique généralement reconnu de cette profession exclut normalement la planification financière de type organisationnelle (exemple : entreprises, organismes, gouvernements).
Dans la province de Québec, ce titre est octroyé par les organismes règlementaires qui encadrent cette pratique professionnelle, soient l'AMF (Autorité des marchés financiers) et les Ordres professionnels participants : Ordre des administrateurs agréés du Québec et l'Ordre professionnel des comptables professionnels agréés du Québec.
L'Institut québécois de planification financière (IQPF) est le seul organisme au Québec autorisé à décerner le diplôme de planificateur financier. L'IQPF établit les règles relatives à la formation de base pour accéder au titre de Planificateur financier. En sus, l'IQPF administre le règlement de l'AMF sur la formation continue obligatoire des planificateurs financiers assujettis à l'AMF (Autorité des marchés financiers). Par ailleurs, les Ordres professionnels encadrant le titre Planificateur financier, sont responsables de la formation continue de leurs membres Pl.Fin.
Le titre québécois de Planificateur financier (Pl.Fin.) s'avère le seul parmi les autres titres homonymes au Canada qui ne comporte pas de qualificatif d'agrément.
L'Institut québécois de planification financière (IQPF) et le Financial Planning Standards Council (FPSC), les deux organismes qui encadrent la profession de planificateur financier ont élaboré le document de référence La planification financière au Canada : définitions, normes et compétences. Celui-ci présente, entre autres, les sept domaines d'intervention de la planification financière, soit les aspects légaux, les assurances et la gestion des risques, les finances, la fiscalité, les placements, la retraite ainsi que les successions.
Au Québec, les principaux modèles de pratiques en planification financière patrimoniale ont été conçus par l'Ordre des administrateurs agréés du Québec (OAAQ) et l'Ordre professionnel des comptables professionnels agréés du Québec. Le modèle de pratique en planification financière patrimoniale de l'OAAQ est élargie dans la sphère de l'administration patrimoniale.

### Malaisie
La Securities Commission Malaysia a introduit une législation en modifiant la loi de 2003 sur le secteur des valeurs mobilières pour réglementer la planification financière et l'utilisation du titre ou du titre connexe de «planificateur financier» ou pour mener des activités liées à la planification financière.
En 2005, les amendements à la loi malaisienne sur les assurances exigent que ceux qui exercent des activités de conseil financier (y compris des activités de planification financière liées à l'assurance) et/ou utilisent le titre de conseiller financier de leur entreprise (qui, comme à Singapour, doit être une structure d'entreprise ) pour obtenir une licence auprès de Bank Negara Malaysia (BNM). Certaines personnes qui offrent des services de conseil financier, par exemple, les agents d'assurance-vie agréés sont dispensés de l'autorisation d'exercer en tant qu'exigence d'exercice.

### Nouvelle-Zélande
La Financial Markets Authority (FMA) (anciennement la Securities Commission) délivre une autorisation aux personnes qui fournissent des conseils financiers personnalisés, des services de planification des investissements et / ou  Discretionary Investment Management Services. Les personnes qui reçoivent une autorisation sont appelées un conseiller financier agréé (AFA). Pour recevoir une autorisation, les particuliers doivent remplir le certificat national en services financiers (conseil financier) (niveau 5).

### Singapour
À Singapour, les services financiers sont fortement réglementés par l'Autorité monétaire de Singapour (MAS), le régulateur et le superviseur des institutions financières à Singapour. Les règles sont fixées par le MAS pour les institutions financières et sont mises en œuvre par le biais de la législation, des réglementations, des instructions et des avis. Actuellement, la majorité des planificateurs financiers (consultants financiers) sont basés sur des commissions, ce qui peut entraîner un conflit d'intérêts liés aux produits recommandés. En 2015, un cadre de tableau de bord équilibré a été mis en œuvre pour mieux aligner les intérêts de l'industrie de l'AF et des consommateurs. Cela garantit que les représentants et les superviseurs de la FA respectent les indicateurs de performance clés qui ne sont pas liés aux ventes, tels que la fourniture de recommandations de produits appropriées et la divulgation appropriée des informations importantes aux clients (KPI hors vente). Le fait de ne pas obtenir de bonnes notes pour le KPI hors ventes affectera directement leur commission (revenu variable).

## Modèles de pratique
(Voir l'article sur la planification patrimoniale)
Dans sa démarche, le planificateur financier établit le portrait socio-économique de son client, prodigue des conseils, présente des stratégies et produit un plan de gestion de patrimoine.
Ces plans financiers couvrent notamment les flux de trésorerie, la planification de la retraite, la planification de l'investissement, la gestion des risques financiers, la planification de l'assurance, la planification fiscale, la planification successorale (pré-mortem et post-mortem) et la planification de la relève commerciale pour les propriétaires d'entreprise.